# Керета
Керета́ — река в Ростовской области России, правый приток Большого Несветая (бассейн Дона). Длина 17 км, площадь водосборного бассейна — 99,1 км² Крупнейший приток — балка Малая Дубовая (правый). На реке сооружены пруды.

## Течение
Река берёт начало на южном склоне Донецкого кряжа, западнее хутора Черникова Красносулиского района Ростовской области. Высота истока — 215 м над уровнем моря. Течёт вначале на юго-юго-запад. Затем, ниже хутора Богненко поворачивает на юг. Выше по течению хутора Бурбуки поворачивает на юго-запад, далее протекает через большой пруд (озеро Керета 47°44′35″ с. ш. 39°41′50″ в. д.). После поворачивает на юго-восток. Близ устья, у хутора Болдыревка принимает справа свой крупнейший приток — балку Малую Дубовую. У того же хутора, но ниже по течению, впадает в реку Большой Несветай, в 53 км от её устья.
Река протекает по территории Красносулиского и Родионово-Несветайского районов Ростовской области. Часть бассейна расположена на территории Свердловского района Луганской области.

## Бассейн
- Керета
  - б. Малая Дубовая — (п)

## Населённые пункты
- х. Богненко
- х. Бурбуки
- х. Болдыревка